# Curcuma peramoena
Curcuma peramoena là một loài thực vật có hoa trong họ Gừng. Loài này được Keooudone Souvannakhoummane và Charun Maknoi mô tả khoa học đầu tiên năm 2014. Nó thuộc phân chi Ecomata.

## Từ nguyên
Tính từ định danh tiếng Latinh peramoena (peramoenus) là để nói tới hoa rất đẹp của nó.

## Mẫu định danh
Mẫu định danh: P. Srisanga, M. Norsaengsri, W. La-ongsri, S. Suk-ieam, K. Phoutthavong & K. Souvannakhoummane L2-294 thu thập ngày 26 tháng 5 năm 2014 ở cao độ khoảng 323 m, trong Khu bảo tồn Quốc gia Nam Phouy, dọc theo đường từ Nakhanyang đến làng Vangkhamane, huyện Phiang, tỉnh Xaignabouri, miền tây Lào. Tên thông thường trong tiếng Lào là ຫວ້ານຫົວນ້ອຍ (wan houa noi).

## Phân bố
Loài này có tại tỉnh Xaignabouri, Lào và tỉnh Uttaradit, Thái Lan. Môi trường sống là rứng lá sớm rụng gắn liền với tre trúc, trên đất sét pha cát nhiều mùn. C. parviflora và Boesenbergia rotunda cũng được tìm thấy trong khu vực này.

## Mô tả
Cây thảo thân rễ lâu năm cao tới 35 cm. Thân rễ hình trứng, ~1,5-2 × 0,6-1,2 cm, các nhánh đường kính ~2–4 mm, ruột vàng nhạt, hơi thơm. Lá 2-3; lá bắc bao ~2, thuôn dài, 3,5-12 × 1-1,5 cm, có lông tơ mịn ở mặt xa trục, nâu sẫm tới đỏ; bẹ lá xanh lục, có lông tơ mịn; lưỡi bẹ 2 thùy, dài 2–5 mm, rộng 2–4 mm, trắng ánh lục trong mờ, lông tơ mịn; cuống lá dài 10–17 cm, có rãnh, xanh lục, nhẵn nhụi; phiến lá hình elip hẹp đến elip-hình trứng, ~15-19 × 5–8 cm, uốn nếp không rõ ràng, mặt gần trục lục tươi, mặt xa trục lục nhạt, đáy hình nêm đến thon nhỏ, đôi khi lệch, đỉnh nhọn, lông tơ tren mặt xa trục. Cụm hoa đầu cành, 1-2 hoa nở cùng lúc; cuống cụm dài 4–6 cm, đường kính đến 0,7 cm, màu trắng kem; cành hoa bông thóc dài 4–7 cm, đường kính 2–4 cm; xim hoa bọ cạp xoắn ốc 1-3 hoa; lá bắc sinh sản 5-15, hình trứng, 2-5 × 1–3 cm, nâu nhạt đến đỏ tại gốc đến lục nhạt tại đỉnh, hai mặt nhẵn nhụi, hợp sinh ở 1/4 đoạn dưới; không lá bắc mào; không lá bắc con. Hoa dài 2–4 cm, hơi thò ra; đài hoa dài tới 15 mm, 3 răng, chẻ một bên ~6–8 mm, trắng, trong mờ, thưa lông hoặc nhẵn nhụi; ống tràng dài ~2-3,5 cm, trắng, lông tơ mịn rậm mặt ngoài và thưa mặt trong; thùy tràng lưng hình tam giác hình trứng-hình mác, lõm, ~12-17 × 4–7 mm, mép cuốn trong, nhẵn nhụi, mặt ngoài trắng-hồng ở nửa dưới dần chuyển thành đỏ về phía trên, mặt trong hồng nhạt đến trắng, đỉnh có mấu nhọn dài ~1 mm; thùy tràng bên hình tam giác hình trứng-hình mác, ~10-14 × 3–6 mm, mép cuốn trong, lõm, nhẵn nhụi, mặt ngoài trắng ánh hồng tại đáy, ánh đỏ về phía đỉnh, mặt trong hồng đến trắng, đỉnh thuôn tròn, tựa như cái móc nông; nhị lép bên hình trứng-hình thoi, 12-15 × 8–10 mm, rộng 2–4 mm tại đáy, trắng với các đốm tía sẫm tại đáy, thưa lông tuyến ngắn ở mặt trong; cánh môi hình thoi, 15-18 × 12–14 mm, đỉnh khía răng cưa với vết khía dài tới 6 mm, màu trắng với 2 vệt vàng rộng ở giữa và các đốm đỏ ở đáy. Nhị dài ~12–15 mm, rậm lông tuyến ngắn; chỉ nhị dài 6–8 mm, trắng với ánh đỏ về phía đáy, rộng ~2–3 mm ở đáy, ~1,5 mm ở đỉnh; bao phấn dài 8–10 mm, mô liên kết màu vàng nhạt đến trắng, cựa bao phấn dài ~2,5 mm, hình nón với chóp  nhọn, hướng ngoài, mào bao phấn mỏng, thuôn tròn, dài ~1 mm, trắng; mô vỏ bao phấn ~9 mm. Tuyến trên bầu 2, ~1-2 × 0,2-0,4 mm, trắng kem; vòi nhụy mỏng, trắng, nhẵn nhụi; đầu nhụy ~1 × 0,8 mm, trắng, lỗ nhỏ nhẵn nhụi, hướng lên trên. Bầu nhụy 2-3 × 1,5–2 mm, rậm lông tơ mịn. Không thấy quả và hạt. Ra hoa cuối tháng 5 đến tháng 6, thời gian nở hoa là buổi trưa.
C. peramoena là tương tự như C. rhomba ở một số đặc trưng, nhưng khác ở chỗ có kích thước cây và hoa nhỏ hơn, lá uốn nếp không rõ ràng, phiến lá có lông tơ mặt dưới, đáy hình nêm; thùy tràng lưng với mặt ngoài màu trắng hồng ở nửa dưới chuyển thành đỏ khi lên trên và mặt trong màu hồng nhạt tới trắng; nhị lép bên màu trắng với các đốm tía sẫm tại đáy; cánh môi màu trắng với vệt vàng ở giữa và các đốm đỏ ở đáy; cựa bao phấn dài hơn và tuyến trên bầu ngắn hơn.